# Smärta hos djur
Smärta hos djur uppkommer då kroppsvävnad håller på att bli eller är skadad. Akut smärta uppkommer vid exempelvis skärsår och försvinner sedan, medan kronisk smärta kan pågå under en längre tid som till exempel vid en ledinflammation. Det finns studier gjorda som visar att ryggradsdjur känner smärta på liknande sätt som oss människor, skillnaden är att djur inte har samma förmåga att uttrycka sina känslor i ord.

## Leddjur

### Kräftdjur
Enligt Anders Lundqvist på Lunds universitet så skall man ur en etisk synpunkt utgå från att ryggradslösa djur känner obehag som kan jämföras med smärta. Detta kan vara i situationer då de visar ”fäkta eller fly”-reaktioner, skyddsreflexer, i samma situation som en människa skulle känna smärta samt då djurens beteende eller sjukdomssymptom kan tolkas så att de känner smärta.
Smärta definieras som "en obehaglig sensorisk och emotionell upplevelse av verklig eller hotande vävnadsskada".
Enligt Advocates for Animals så finns det tre egenskaper som de anser avgörande för djurs förmåga att uppleva smärta. Dessa är:
- En beteendemässig reaktion på skadliga stimuli.
- Ett någorlunda komplext nervsystem som innehåller speciella nervceller som reagerar på smärta, så kallade nociceptorer.
- En mer avancerad mental kapacitet, som t.ex. förmåga till inlärning, långtidsminne och flexibelt beteende.[5]

Den första och tredje punkten stärks av en forskning som gjordes utanför Nordirland som Djurens rätt skrivit om på sin hemsida. Forskningen visar att de eremitkräftor de fångade in som placerats i skal med inbyggda elektroder valde, efter att de fått en stöt, att byta skal och undvek i fortsättningen liknande skal som de fått stötar av. Denna studie tyder på att reaktionen är något annat än en reflex, kräftorna kunde uppleva och minnas smärtan och valde därför att byta och undvika ett visst skal. EFSA antyder att djuren drar sig undan från platser där temperaturen är högre eller lägre än vad de tål, och där de fått elektriska chocker eller blivit skadade på annat sätt.
Jordbruksverket säger att: Krabbor som fiskas upp i syfte att bryta av klorna för att de sedan slängs tillbaka i vattnet omfattas av djurskyddslagstiftningen och de ska därmed behandlas väl och skyddas mot onödigt lidande. Och detta är just vad som pågår runt om i olika länder. Man är ute efter kräftdjurens klor, tar dem och kastar resten i vattnet. 
Samtidigt säger Livsmedelssäkerhetsverket Evira att kräftor som tagits om hand får inte lämnas utan skötsel eller överges. Kräftor skall avlivas så snabbt och smärtfritt som möjligt så att de inte förorsakas onödig smärta, plåga eller onödigt lidande.

## Ryggradsdjur

### Fiskar
Forskning har funnit att fiskar har nociceptorer. Det är varningsnerver som berättar om att ett stimuli (retning) är skadligt och de finns även på människor. En sak som skiljer i fiskarnas nervsystem från människans är att de har en hjärna som saknar hjärnbark. Hjärnbarken behövs för att uppleva vad som händer med kroppen. Nociceptorer aktiveras vid nociceptiv smärta och är ett svar på hotande eller verklig vävnadsskada. En nociception behöver bearbetas i hjärnan för att djuret ska kunna uppleva smärta, så frågan är om fisken har så pass utvecklad hjärna att den kan bearbeta nociceptioner. När nociceptorerna blivit stimulerade hos fisken svarar den med kraftiga reflexer och högre hjärtfrekvens. Den brukar också reagera med minskad aptit ett tag efter att nociceptorena stimulerats. 
För att känna smärta av stimulerade nociceptorer har man tidigare ansett att det krävs en speciell region i hjärnbarken som kallas neocortex. Endast däggdjur har så stor omfattning av neocortex att det torde kunna resultera i smärta enligt den gängse uppfattningen. Skeptikerna som menar att fiskar inte kan känna smärta anser att de kraftiga reaktionerna vid nociceptiv stimulering är ett flyktbeteende för att tillverka energi att fly undan rovdjur och har alltså inget med smärta att göra. 
Forskning visar emellertid också att hjärnstrukturer hos däggdjur och fiskar liknar varandra, och därför menar de forskare som stödjer teorin om att fiskar har ett smärtmedvetande att upplevelse av smärta även finns hos fiskar. Man menar att det kan finnas andra strukturer i en fiskhjärna som kan ha motsvarande funktion för smärtsinnet som neokortex har hos däggdjurshjärnan. Man har i studier också visat att fiskar kan lära sig att undvika ett smärtsamt stimuli (exempelvis i form av en elektrisk stöt), vilket indikerar en högre form av smärtupplevelse än bara en fight-or-flight-reaktion på ett stimuli.

### Reptiler
En reptil visar inte smärta på samma sätt som ett däggdjur gör. Det beror på att reptiler har en annan uppbyggnad än däggdjuren. Exempelvis har reptiler ett jontätare plasmamembran vilket bland annat åstadkommer den lägre metabolismen som reptiler har. Det i sin tur är grunden för dess kroppstemperatur vilket betyder att djuren är beroende av yttre medel för att kunna reglera kroppstemperaturen.
Reptiler kan visa att de har ont på många sätt beroende på vilken skada de har. Några exempel på symptom för en reptil som inte mår bra är aggressivitet, hälta och förstoppning. Ödlor kan vara väldigt tåliga mot trauman om det inte hänt något allvarligt, ett fall från terrariet och ner till golvet behöver inte vara några problem beroende på hur ödlan landar. Skulle en ödla ha brutit ett ben skulle den inte kunna använda det ordentligt, och om den fått en skada i ryggen skulle det leda till förlamning i varierande grad.
Brännsår förekommer ofta hos reptiler i fångenskap då de bränner sig på elektrisk apparatur inuti terrariet. Den troliga orsaken till att de inte flyttar på sig är att de inte kan gräva ned sig under jorden, vilket de hade gjort i det fria, samt att reptiler har mycket färre värmekänsliga receptorer i huden än vad däggdjur har. Vid brännskador tycks huden läka mycket bra, men dock långsamt. Om en reptil inte kan gräva sig ner under jorden eller fly från värmen i ett alltför varmt terrarium skapar det stress och hälsoproblem.

### Fåglar
Fåglar har väldigt hög smärttröskel om man jämför med däggdjur. Därför kan en fågel vandra runt med en bruten vinge under en längre period utan att visa något. Oftast kan en fågel vara pigg och kry ända fram tills den är så svag att den bara sitter, först då kan ägaren märka att något är fel.
Om en fågel är sjuk eller skadad visar de inte detta eftersom det minskar deras chans att överleva i naturen. I en fågelflock kan den som är skadad eller sjuk hackas till döds. Finkar och andra insektsätande fåglar är lättare att se på om något är fel, medan papegojor ofta är bra på att maskera att de är skadade. Om en fågel brutit ett ben eller en vinge läker det ganska snabbt. Fåglars läkning går snabbare än hos däggdjur, man brukar endast fixera frakturen i cirka tre veckor.
Det finns inga tydliga studier på om och hur en fågel känner smärta, men man är överens om att fåglar känner smärta. Fåglar behöver därför smärtlindring precis som andra djur.

### Råttdjur
Möss och råttor visar inte tydligt smärta då de är bytesdjur. I naturen blir ett bytesdjur som är försvagat tagen av rovdjuren direkt. Vid mild smärta visar djuret symptom exempelvis i form av att kisa med ögonen, minskad aptit, ökad aggressivitet, rör sig inte frivilligt, piper när man rör vid djuret eller uppvisar stressbeteenden som t.ex. överdrivet tvättande eller kliande. Vid svår smärta kan musen/råttan börja få onormal gång, ryckningar, snabb hjärtrytm och andning, horisontell sträckning av kroppen och de sköter sin hygien sämre och mer sällan. Vid mycket svår smärta så kan råttan/musen ha ögonen stängda, få förändrad hudfärg, muskelatrofi (förtvining av musklerna), vätskebrist, depression, hypotermi (nedkylning), reagerar inte på ljud, krökt kroppshållning, ingen reaktion vid beröring eller ligger inaktiv i ett hörn av buren. Möss och råttor kan även få muskelvridningar och vrida och höja ryggen som i en båge när de känner smärta.
Det finns en studie som en kanadensisk forskningsgrupp har gjort som visar att om man tittar tillräckligt noga kan man utläsa smärta i mössens ansiktsuttryck. Professor Jeffrey Mogil och hans forskargrupp utsatte laboratoriemöss för olika tester som utsätter mössen för olika grader av smärta. Efter det filmade man mössen och sedan tog man ut stillbilder och zoomade in så man såg ansiktsuttrycken tydligt, därefter visade man en blandning av bilder på möss med och utan smärta för en grupp människor som inte hade någon aning om vilka som var utsatta för smärta. Panelen fick utifrån en poängskala för mänskliga ansiktsuttryck poängsätta mössens ansiktsuttryck. I upp till 97 % av fallen stämde panelens bedömning av om en mus uttryckte smärta överens med den behandling musen utsatts för. Enligt denna studie lägger mössen öronen bakåt om de har ont, spretar med morrhåren, kisar med ögonen och putar med kinder och nos. Det finns även en studie gjord av Yoram Shir där de har fått fram att soja har en smärtstillande effekt hos råttor och att råttor som åt en sojarik kost före den nervskada de utsattes för fick än ännu större smärtstillande effekt av sojan. Forskarna tyckte det verkade som om sojan skyddade råttorna från att utveckla smärta.

### Katt
Katter visar väldigt olika symtom på smärta beroende på individ. En del blir kontaktsökande, andra drar sig undan, en del blir mindre aktiva medan andra blir mer aktiva, och vissa kan få dålig aptit. Om en katt får beteendeförändringar, kan det vara ett tecken på att något inte står helt rätt till. Kattens symtom och beteende beror på vilken typ av smärta den utsatts för. Ilska, morrning, ryck och försök till flykt är symtom vid en svag akut smärta. Ökande grad av ilska och aggression, tillsammans med kraftiga flyktförsök och fräsningar förekommer om smärtan är av svårare typ. En katt som utsätts för smärta under en längre tid kan bli deprimerad och apatisk. Efter ett trauma, t.ex. en operation, kan katter visa depression, vara helt tysta eller morra lågt. De kan även visa ovilja till rörelse, vara spända och skeptiska till sin omgivning. Efter ett större trauma kan katter även börja hyperventilera.
En katt som genomgått en bukoperation ligger oftast på bröstet, spänner bukmusklerna och uppträder oroligt. En katt med smärtor kring ögonen, nosen och analöppningen kan försöka att riva eller bita kring de områden den upplever att smärtan kommer ifrån. En katt som uppträder mindre aktivt än normalt, är mindre intresserad av sin omgivning än den brukar och som dessutom minskar i vikt, kan lida av kronisk smärta. En katt som visar hälta och stelhet efter vila kan vara drabbad av artros. Om den dessutom har en hukande gång med korta steg är det troligt att den har artros i flera ben.
Ett beteende vid smärta är att katten går undan och försöker gömma sig och sin skadade kroppsdel (om det är en utvärtes skada). Dessa katter gör detta för att de inte vill bli hanterade, och därför försöker de antingen gömma sig, eller dölja sin skada genom att försöka röra sig normalt. En sådan katt kan även börja tvätta sig mindre, använder inte kattlådan och kisar med ögonen, den kan även spinna.

### Nötkreatur
Nötkreatur yttrar sin smärta och lidande genom att dess allmäntillstånd försämras. Kon kan exempelvis få försämrad kroppshållning, rörelsemönster eller temperaturhöjning. En kos blick ser ofta lidande ut vid smärta, samt att ögonen kan se oroliga eller matta ut. De kan sluta äta och dricka, eller äter väldigt lite och/eller på ett onormalt vis. Om en ko har svårigheter att tugga, inte vill äta eller idissla kan det tyda på att kon känner smärta i munnen av något slag.
Vid smärta i ben och leder visas det i form av hälta, svullnad och avlastning av det onda benet. Vid vissa sjukdomstillstånd förlorar kon sina kroppsvårdsbeteenden, ett exempel kan vara att kon inte aktar sig för att lägga sig ned i gödsel, vilket den annars brukar göra. 
Nötkreatur kan drabbas av många sjukdomar som orsakar olika smärttillstånd. Tillståndet varierar dessutom väldigt mycket beroende på vad kon är i för ålder, kön, utfodring och dräktighets- och mjölkningsstatus. Juverinflammation (mastit) är ett sjukdomstillstånd som orsakar akut smärta, och som dessutom innebär stora ekonomiska förluster eftersom mjölken blir otjänlig som människoföda. 
Smärta hos nötkreatur behöver inte alltid uppkomma från skador och sjukdomar. Något som är väldigt omdiskuterat är nötkreaturens smärta vid slakt. I bland annat Sverige är det lag på att djur ska slaktas med någon typ av bedövning innan avblodningen sker, medan slakten i vissa andra fall sker utan någon bedövning.

### Häst
Smärtkänsligheten hos hästar kan variera beroende på situation. När en häst är stressad eller starkt fokuserad på någonting, som t.ex. under en tävling, är smärtkänsligheten lägre. Därför kan det hända att en häst som skadas under tävling inte visar tecken (exempelvis hälta) på det förrän tävlingen är avslutad. Smärtkänsligheten påverkas också av tidigare erfarenheter, miljön och hur människorna runt omkring beter sig.
Man kan titta på en hästs rörelsemönster för att upptäcka smärta. En häst som får ont vid en speciell rörelse lär sig att undvika den - men hästar är flyktdjur, visar man svaghet blir man lätt ett byte, därför är hästar bra på att dölja smärta. Man kan ta prover på blod, ledvätska och ryggmärgsvätska och undersöka om den innehåller smärtmarkörer.
En häst som är rädd kan reagera mer på smärta än vad den annars hade gjort. En häst som har ont kan reagera med aggressivitet eller försök att fly när det undersöks/behandlas. Smärta kan utlösa reflexer som sparkar.
Har hästen ett avvikande beteende är det ofta tecken på smärta. En häst som överansträngt ryggen eller fått ryggen hårt och/eller ojämnt belastad kan få ryggsmärtor. Beteenden som att hästen inte vill bli klappad/ryktad, är ovillig att utföra kommandon som den annars gör, bits och inte vill ha sadel på sig är några exempel på uttryck för smärta.